# Anna Tybor
Anna Tybor (ur. 13 grudnia 1991 w Zakopanem) – narciarka wysokogórska, himalaistka, reprezentantka kadry narodowej skialpinizmu, pięciokrotna mistrzyni Polski w skialpinizmie. Pierwsza kobieta na świecie, która zdobyła ośmiotysięcznik Manaslu bez użycia tlenu z butli (29 września 2021 roku, około godziny 15 czasu miejscowego) i zjechała ze szczytu na nartach.

## Doświadczenie i nagrody
W wieku 13 lat Anna Tybor zdobyła Puchar Polski skialpinistów, pięciokrotnie była mistrzynią kraju w tej dyscyplinie. Następnie zajęła piąte miejsce w klasyfikacji generalnej Pucharu Świata. Startowała w zawodach Pierra Menta, Trofeo Mezzalama i Adamello Ski Raid. W 2017 roku zajęła siódme miejsce w Trofeo Mezzalama.
Wspinała się w Tatrach, Alpach i na Kaukazie. Weszła zimą na Kazbek i Piz Bernina.
Zajęła drugie miejsce w zawodach Elbrus Race (bieg na Elbrus). Wbiegła również na szczyt Mont Blanc z Les Houches (osiągając wynik 6 godzin i 15 minut) i na Pik Lenina.

## Wyprawa „Dream Line Manaslu 8163”

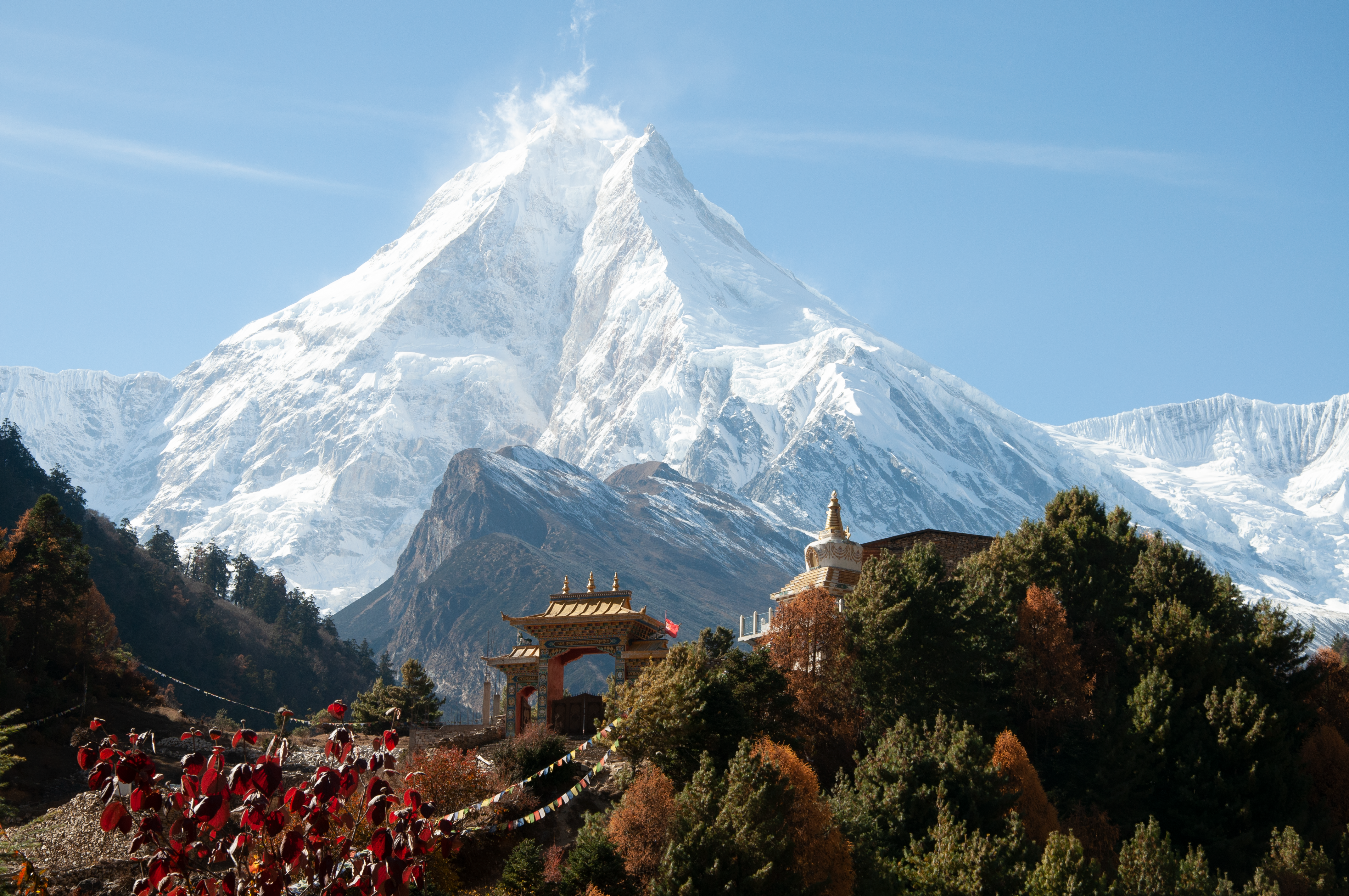
Szczyt Manaslu w Nepalu.

Do wyprawy na Manaslu Anna przygotowywała się przez kilka lat. Mieszkała i trenowała w Livigno we Włoszech.
Planowaną wyprawę komentowała w słowach:

Chciałabym jako pierwsza Polka zdobyć ośmiotysięcznik i zjechać z niego na nartach. Wybrałam szczyt Manaslu (8163 m n.p.m.), który chcę zdobyć bez pomocy tlenu z butli i stać się pierwszą kobietą na świecie, która tego dokona. […] Andrzej Bargiel pokazał kilkukrotnie, że ośmiotysięczniki można zdobywać szybko, lekko i z nartami na plecach. Teraz nadszedł czas, aby kobieta dotrzymała mu kroku. Kiedyś Polki były bardzo aktywne w światowym himalaizmie - z Wandą Rutkiewicz i Anną Czerwińską na czele. Ja chcę nie tylko zdobyć ten szczyt, ale też zjechać z niego na nartach.

Poza Anną w zespole „Dream Line Manaslu 8163” znajdowali się włoscy przewodnicy górscy: Marco Majori i Federico Secchi oraz Piotr Drzastwa, fotograf.
Przebieg wyprawy:
- 12 września 2021 roku – uczestnicy dotarli do bazy pod szczytem i rozpoczęli aklimatyzację. Zatrzymali się w obozie 1, na wysokości 5800 m n.p.m.
- 18 września – uczestnicy dotarli do obozu 2 i obozu 3, na wysokości 7000 m n.p.m., w którym oczekiwali na odpowiednią pogodę.
- 27 września – atak szczytowy z obozu 4, na wysokości 7400 m n.p.m.
- 29 września (około godziny 15 czasu miejscowego) – zdobycie szczytu i rozpoczęcie zjazdu na nartach.

## Kontrowersje
Wyprawa „Dream Line Manaslu 8163” nie zdobyła najwyższego wierzchołka Manaslu 8163 m n.p.m. Wyprawa dotarła do półki z buddyjskimi flagami modlitewnymizlokalizowanej od 3 do 6 metrów poniżej najwyższego wierzchołka Manaslu. Do zdobycia najwyższego wierzchołka zabrakło około 20m w poziomie i 3 do 6 metrów w pionie – w zależności od warunków śniegowych. Kluczowa trudność eksponowanej grani szczytowej nie została pokonana. Zjazd na nartach nie odbył się w ciągu i zajął 2 dni. Pomimo publikacji w roku 2020 specjalnej grupy badawczej 8000ers.com, Anna Tybor utrzymuje, „że jest pierwszą kobietą na świecie, która zdobyła Manaslu bez użycia tlenu z butli i zjechała ze szczytu na nartach”.
Badacze z 8000ers.com pod przewodnictwem Tobiasa Pantela stwierdzili, że alpinista podchodzący pod grań szczytową nie widzi dokładnie szczytu, natomiast widzi wybitny punkt C2 i kilka pomniejszych wybitności grani wcześniej. Dalej grań wznosi się i opada, aż do punktu kulminacyjnego, szczytu Manaslu, o wysokości 8163 m. Przez ponad dekadę większość zdobywców nie osiągała szczytu: albo dlatego, że nie mieli świadomości, że C2 to nie szczyt, albo nie byli w stanie wspinać się dalej, albo nie chcieli podejmować ryzyka.

## Rodzina
Mama Anny jest przewodniczką tatrzańską.
Jej ojciec, Jan Tybor, był instruktorem narciarstwa, taternictwa i alpinizmu. Pracował jako ratownik w TOPR. Startował w międzynarodowych zawodach skialpinistów. W 1993 roku zajął 22. miejsce w zawodach Pierra Menta (w parze z Maciejem Cukrem). Był również przewodnikiem tatrzańskim.
W 2013 roku brat Anny zginął w wypadku górskim pod Świnicą.